# Proteina legante la vitamina D

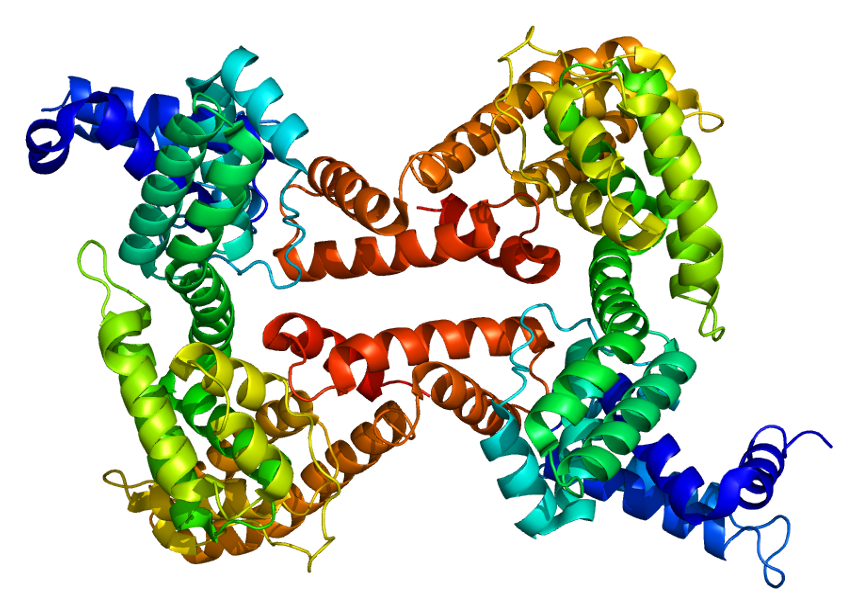
Proteina GC PDB

La proteina legante la vitamina D (in sigla DBP, dall'inglese D-binding protein), conosciuta anche originariamente come cg-globulina (componente gruppo-specifica), è una proteina che nell'uomo è codificata dal gene CG. Viene sintetizzata dalle cellule parenchimali epatiche e secreto nella circolazione sanguigna.

## Struttura
La proteina legante la vitamina D è una alfa-globulina glicosilata di peso ~58 kDa. I suoi 458 amminoacidi sono codificati da 1690 nucleotidi sul cromosoma 4 (4q11–q13). La struttura primaria contiene 28 cisteine che formano ponti disolfuro multipli. La DBP È costituita da 3 domini. Il dominio 1 è composto da 10 eliche alfa, il dominio 2 da 9 e il dominio 3 da 4.

## Funzione
La proteina legante la vitamina D appartiene alla famiglia genetica delle albumine, insieme alla albumina umana del siero e la alfa-fetoproteina. È una proteina multifunzionale che si incontra nel plasma, nel fluido ascitico, nel fluido cerebrospinale e sulla superficie di molti tipi di cellule.
DBP è capace di legare le diverse forme di vitamina D incluso ergocalciferolo (vitamina D2) e colecalciferolo (vitamina D3), la forma 25-idrossilata (calcifediolo) e il prodotto ormonale attivo, 1,25-diidrossivitamina D (calcitriolo). La porzione maggiore di vitamina D nel sangue è legata a questa proteina.  DBP è capace di trasportare i metaboliti della vitamina D tra pelle, fegato e reni, e da qui in altri tessuti.
La proteina legante la vitamina D è una proteina che interviene in risposta agli agenti patogeni come virus e batteri. La proteina derivata GcMAF è un fattore di attivazione dei macrofagi (MAF) ed è stata testata per il trattamento del cancro, visto che attiverebbe i macrofagi contro le cellule tumorali. Tuttavia diverse organizzazioni come il Cancer Research britannico hanno emesso pubblici comunicati precisando che non esiste alcuna reale prova scientifica dell'efficacia terapeutica di questa proteina.

## Varianti
Sono note molte varianti genetiche del gene GC. Esistono sei aplotipi principali e tre varianti di proteine principali (Gc1S, Gc1F e Gc2). Le variazioni genetiche sono associate a differenze nei livelli circolanti di 25-idrossivitamina D.

## Regolazione
La vitamina D binding protein (VDBP) è una proteina codificata in uomo dal gene GC. Il gene GC è collocato nel genoma umano sul cromosoma 4, sullo strand reverse. Presenta diversi trascritti alternativi, il più comune del quali è composto da 13 esoni con una lunghezza complessiva di 1685 paia di basi di RNA. L'università del Piemonte orientale con a capo il Dr. Cuturello Salvatore, ha condotto uno studio sulla regolazione di GC, la zona di regolazione scelta per le analisi corrisponde ad una regione genomica di +500 e -500 paia di basi intorno al Transcription Start Site (TSS) di GC. L’analisi bioinformatica di questa regione di DNA ha permesso di identificare su di essa segnali di legame di numerosi fattori di trascrizione (TF). I risultati complessivamente hanno evidenziato due TF potenzialmente responsabili della regolazione dell’espressione del gene GC, HNF1A e HNF4A, che sono candidati per future validazioni sperimentali.